# Scopula apicipunctata
Scopula apicipunctata là một loài bướm đêm trong họ Geometridae.